# Loma De Centellas
Loma De Centellas este o arie protejată (arie specială de conservare — SAC, sit de importanță comunitară — SCI) din Spania întinsă pe o suprafață de 917,48 ha, integral pe uscat.

## Localizare
Centrul sitului Loma De Centellas este situat la coordonatele 40°07′47″N 1°11′13″W / 40.1296°N 1.18708°V.

## Înființare
Situl Loma De Centellas a fost declarat sit de importanță comunitară în iulie 2000 pentru a proteja 1 specie de animale. Situl a fost protejat și ca arie specială de conservare în februarie 2021.

## Biodiversitate
Situată în ecoregiunea mediteraneană, aria protejată conține 3 habitate naturale: Pajiști umede mediteraneene cu ierburi înalte de Molinio-Holoschoenion, Vegetație gipsofilă iberică (Gypsophiletalia), Izvoare petrifiante cu formare de travertin (Cratoneurion).
La baza desemnării sitului se află o specie protejată de  mamifere: liliac cu aripi lungi (Miniopterus schreibersii).
Pe lângă speciile protejate, pe teritoriul sitului au mai fost identificate 1 specie de plante, 7 specii de păsări, 3 specii de amfibieni, 2 specii de mamifere, 1 specie de pești.